# 何文田廣場
何文田廣場（英語：Homantin Plaza）是領展旗下的商場，位於香港九龍何文田佛光街80號，毗鄰何文田邨、香港房屋委員會總部及香港都會大學等地方。廣場的人流主要為何文田區內居民、鄰近房委會總部職員、學生等，並主要為該等對象提供購物及消閒設施。
何文田廣場於2000年9月落成，但到2002年8月才正式開幕，面積逾101,000平方呎，由房屋署總建築師規劃設計；2005年被售予領展；在2018年由領展進行優化翻新工程、同年竣工。

## 主要商舖
- 必勝客
- 大家樂
- 譚仔雲南米線
- itamama
- 麥當勞
- 759阿信屋
- Market Place by Jasons
- 班尼路
- 元氣壽司
- 中原地產
- 香港置業
- 現代小學士
- Monkey Tree English Learning Centre
- Namco
- 茶皇殿（何文田）(前明星酒家)

## 翻新工程
因應鄰近居民人數漸增，廣場經過重新裝修，提供更豐富優質的餐飲選擇，包括首次進軍領展旗下物業組合的寿司㐂、Itamama、Café Fresca及百悅亭。另外，親子餐廳「開心坊」加入大受歡迎的遊戲設施，讓食客兼享天倫之樂。商場同時增添各式各樣的商舖，包括寵物店Hunter、日本零食專門店「OHAKO十八番」、康威藥妝，以及寢具及文儀用品專門店，但上店只剩下Itamama、寵物店Hunter及文儀用品專門店外已於2021年全部結業，例如Café Fresca變成鴻福堂，開心坊變成「譚仔」等。
廣場改善商舖佈局，並於佛光街增設出入口，增加人流，同時令商舖位置更為奪目。外牆亦經過翻新，入口位置則種滿綠色植物，成為區內特色地標。廣場內的鮮活街市亦重新裝修，除了掛有具黑板風格的壁畫，正門入口及走廊的空間亦更為寬敞。
商場多年來被街坊的批評最多的是從事教育及地產中介的店舖越開越多，例如地產中介由一間變三間，共四個鋪位。

## 相片集

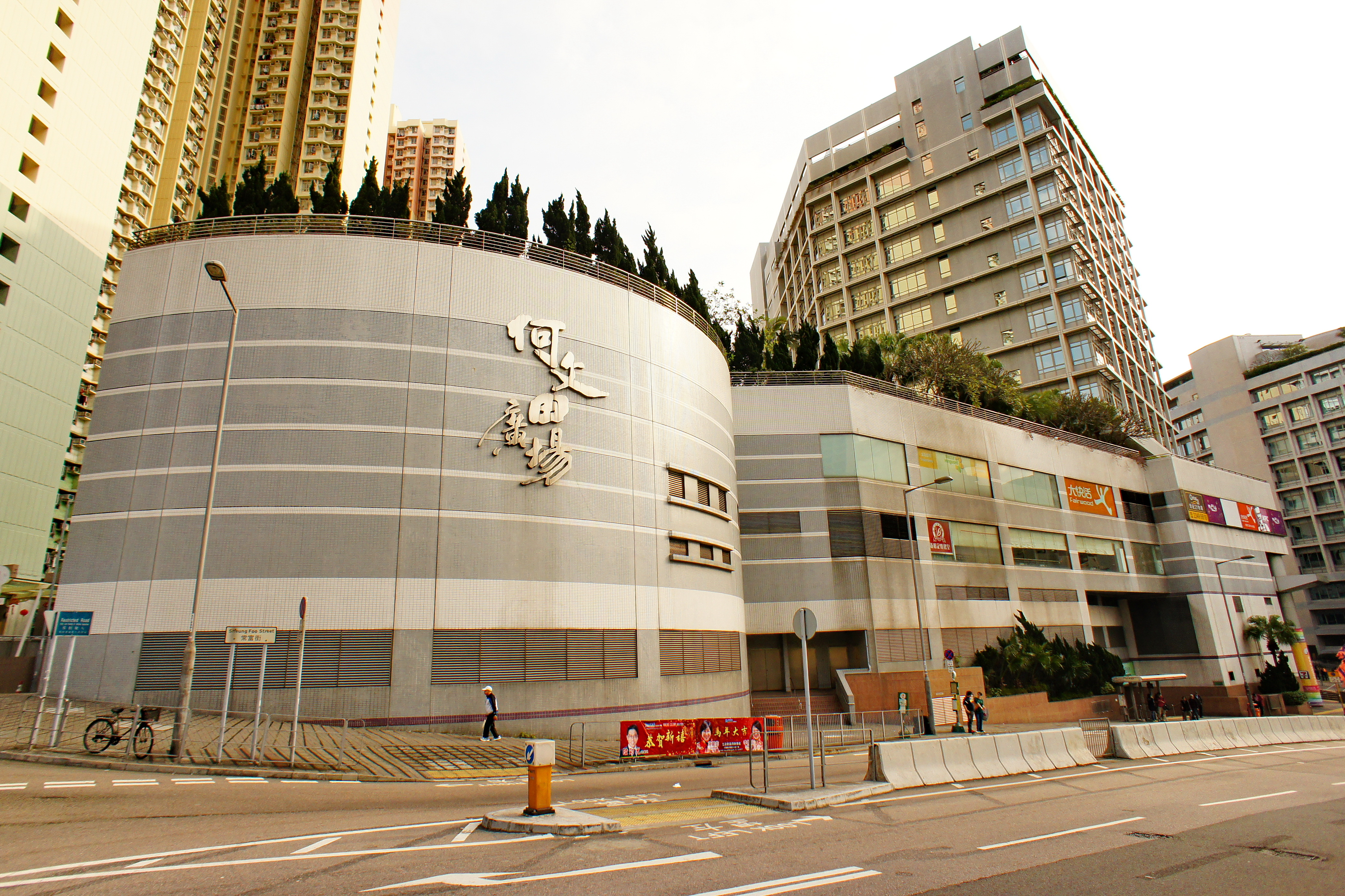
外觀，右邊是房委會總部大樓
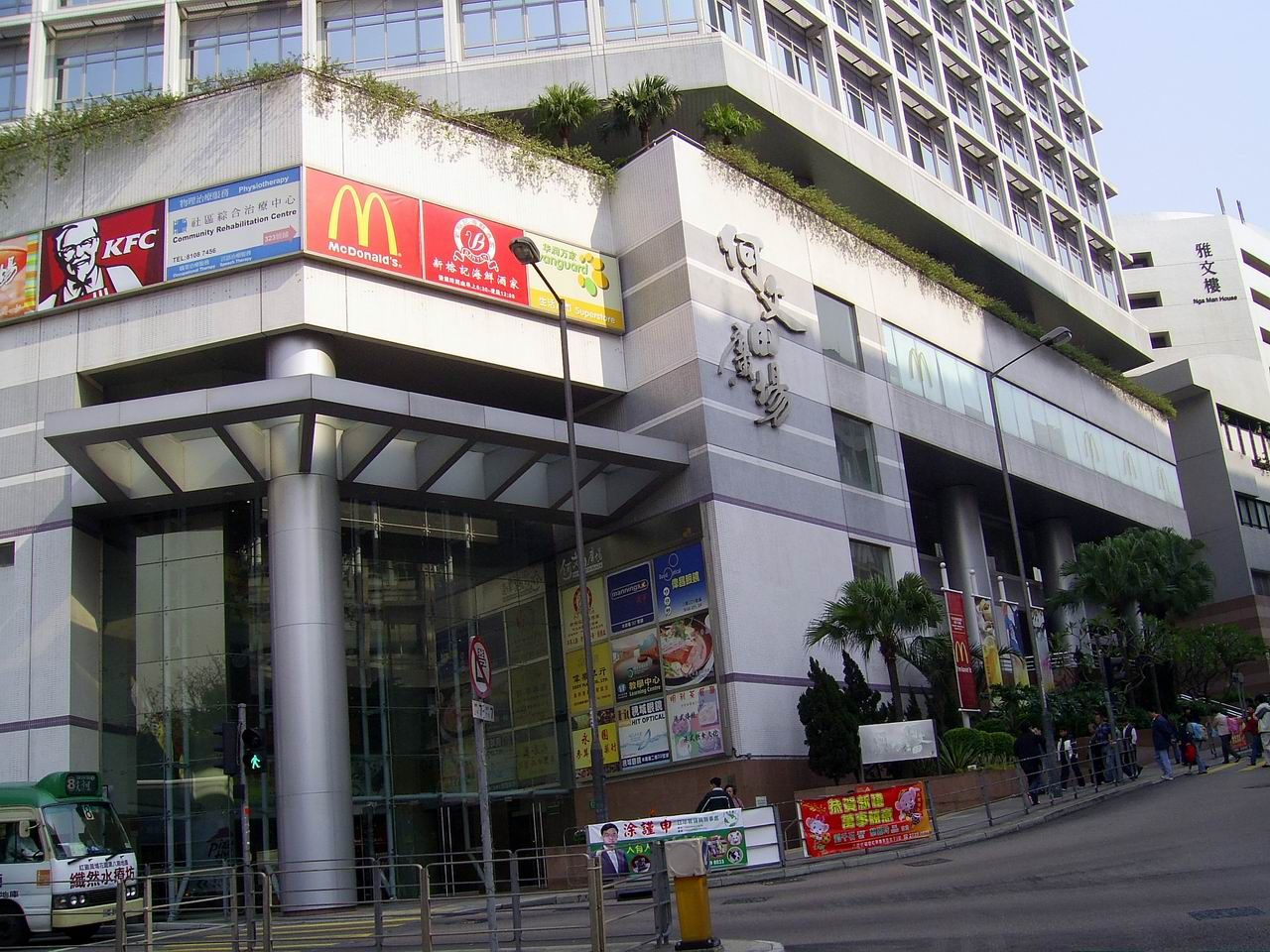
地下門口
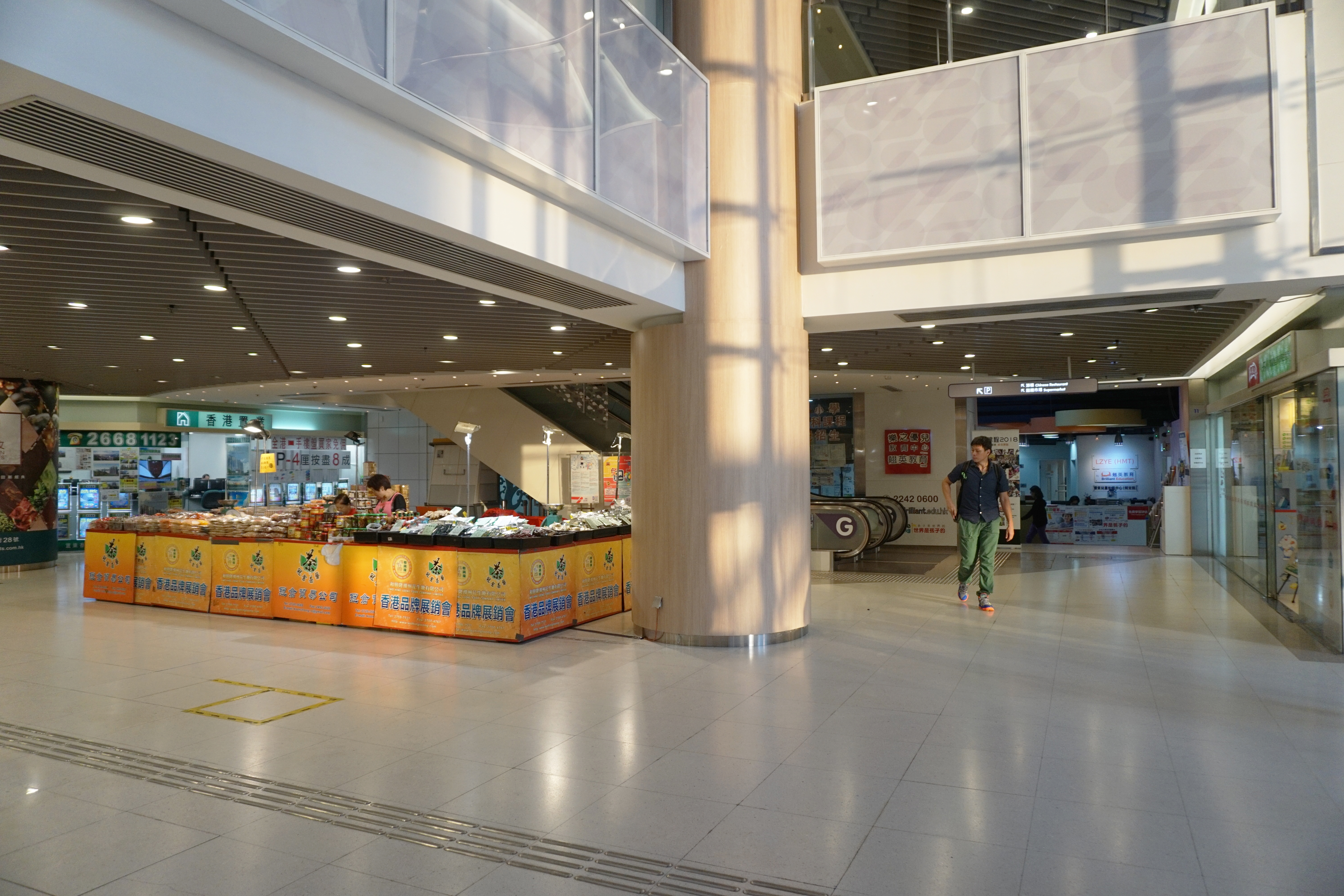
地下
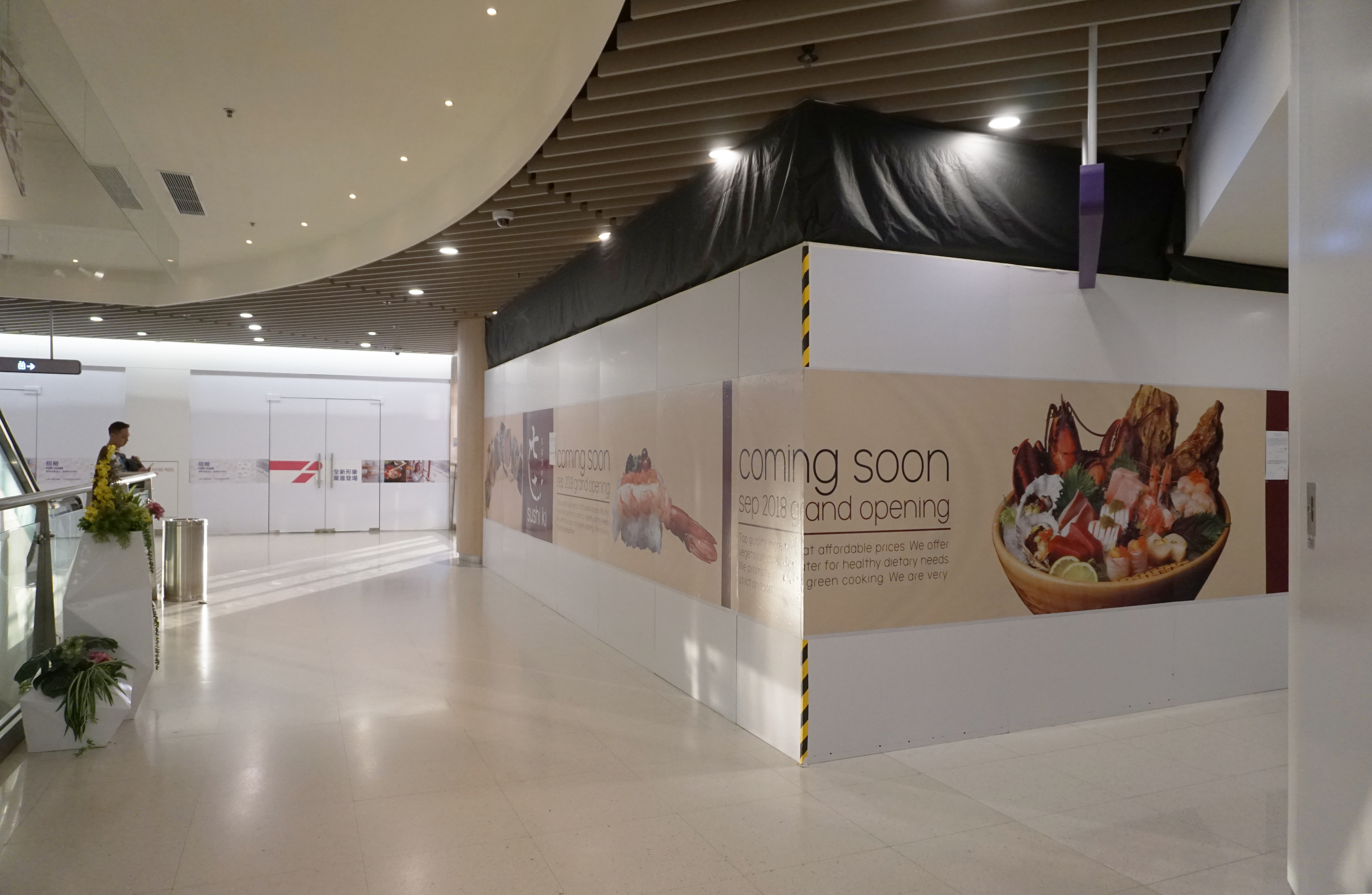
1樓
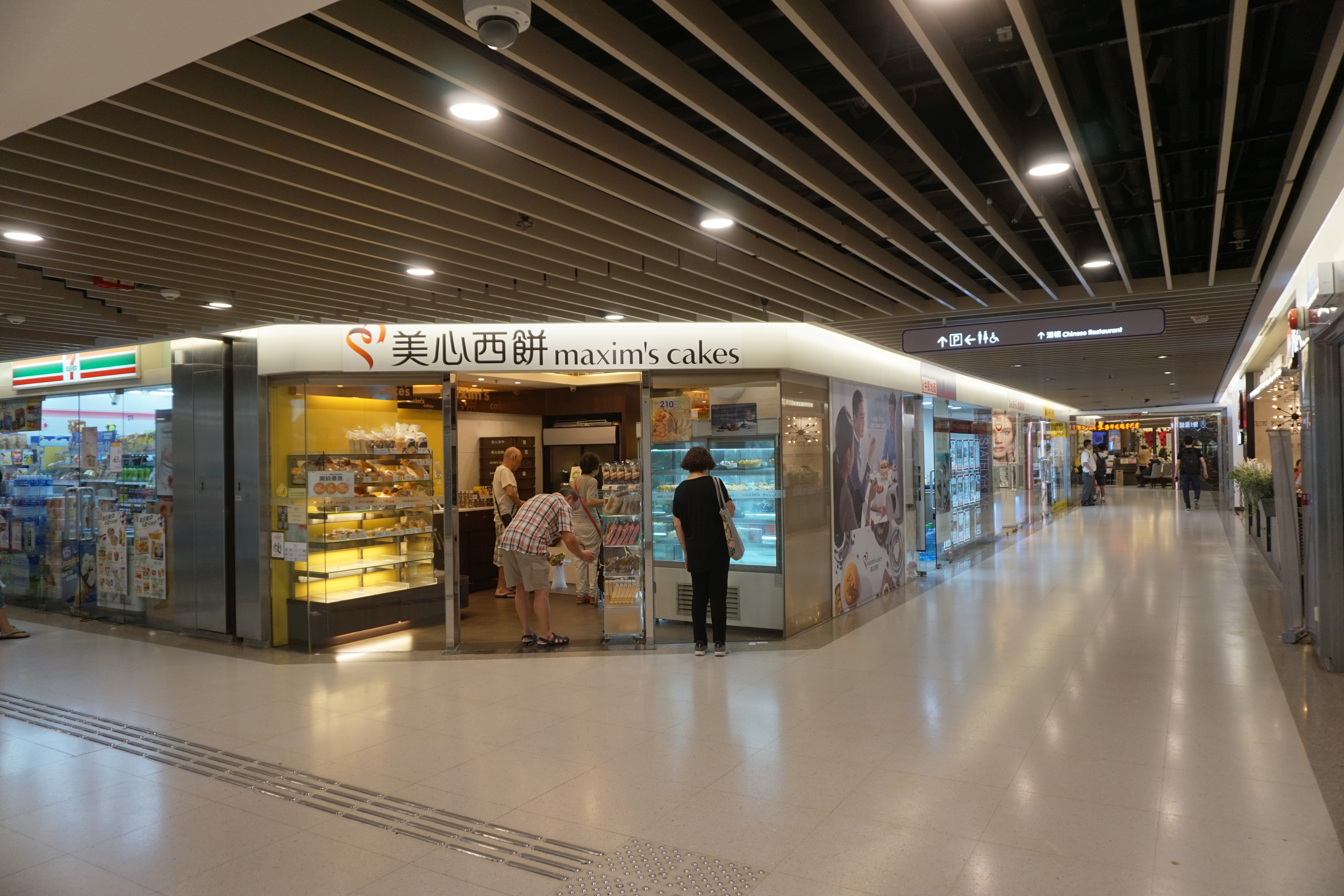
2樓
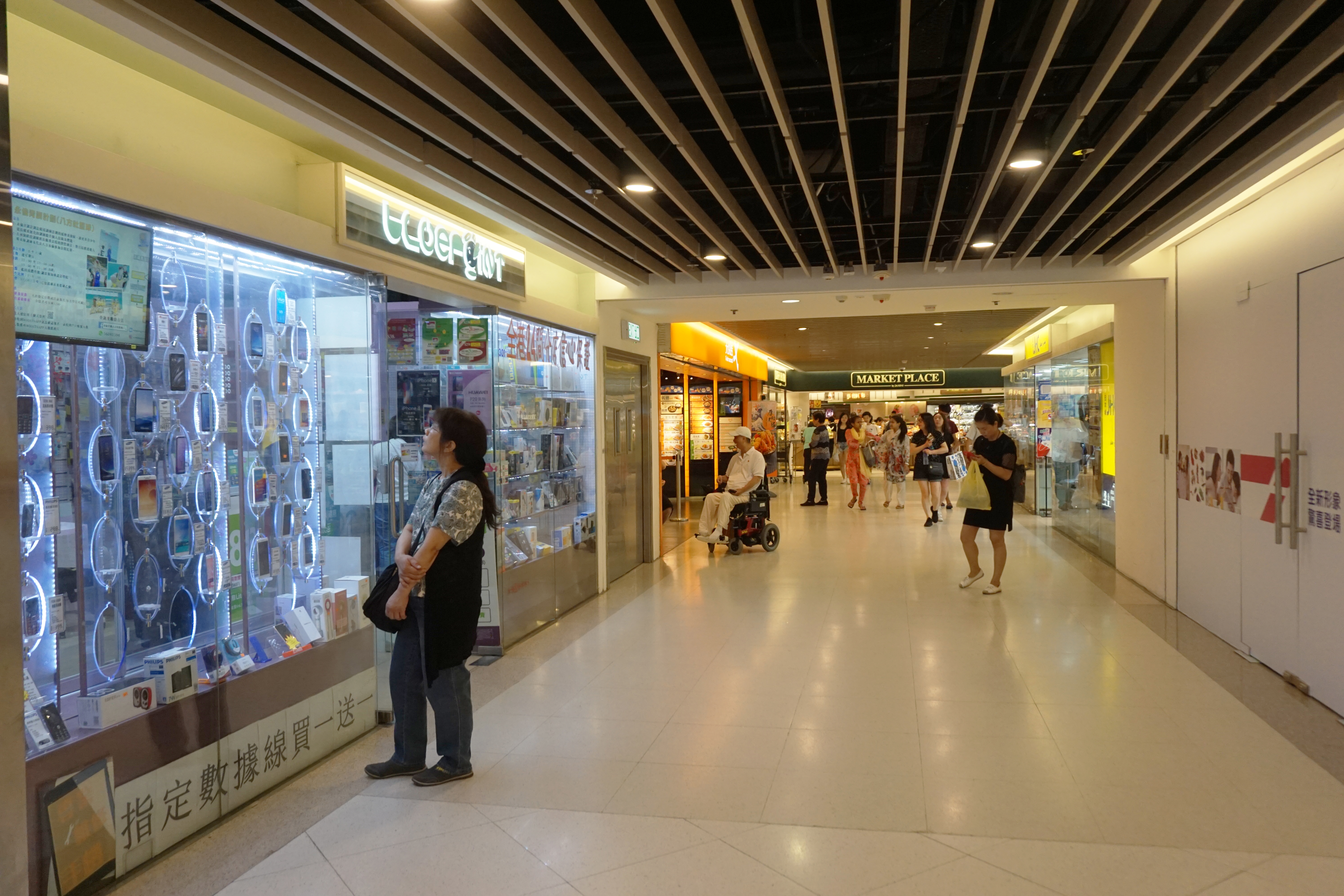
3樓（1）
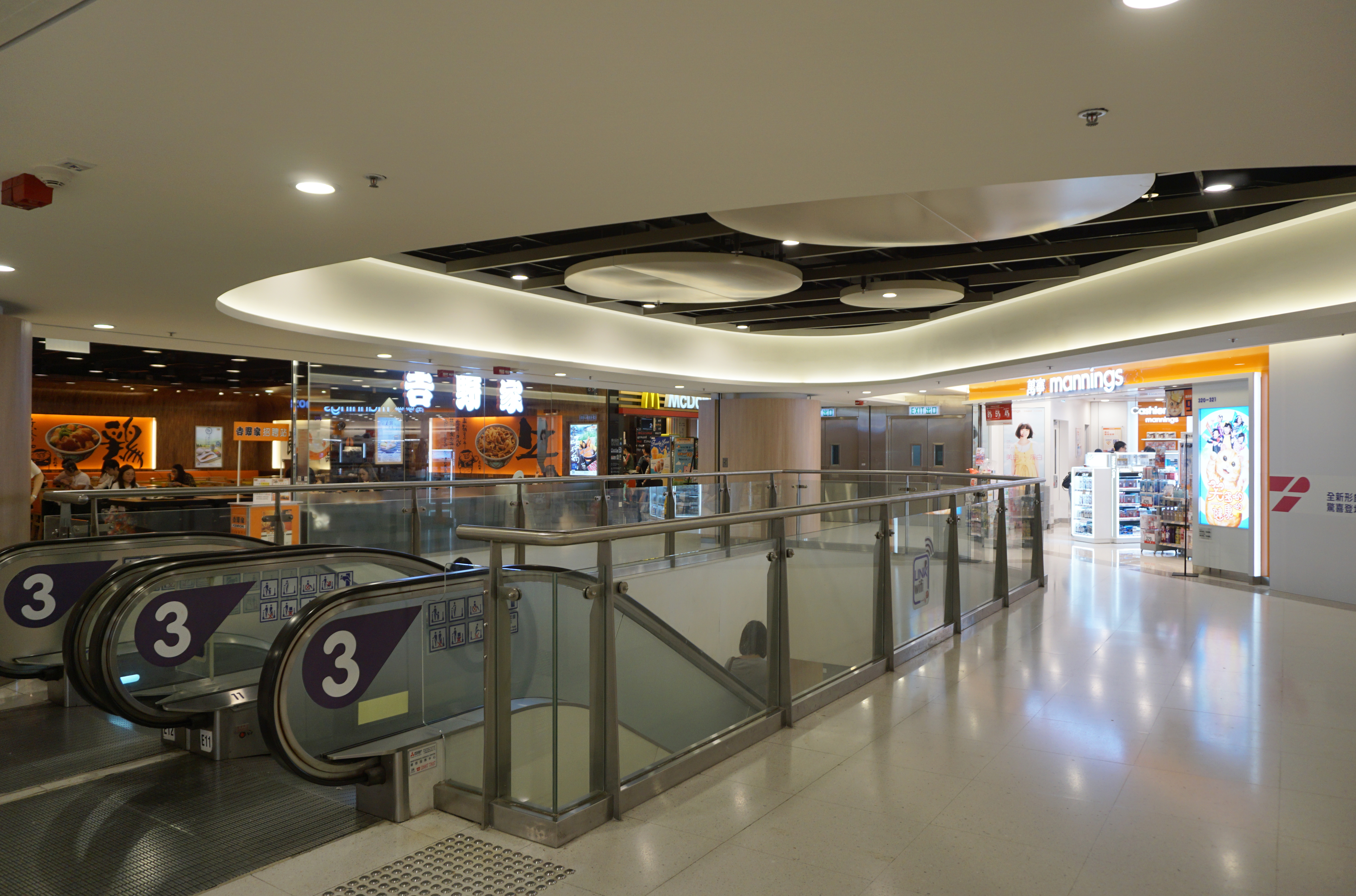
3樓（2）
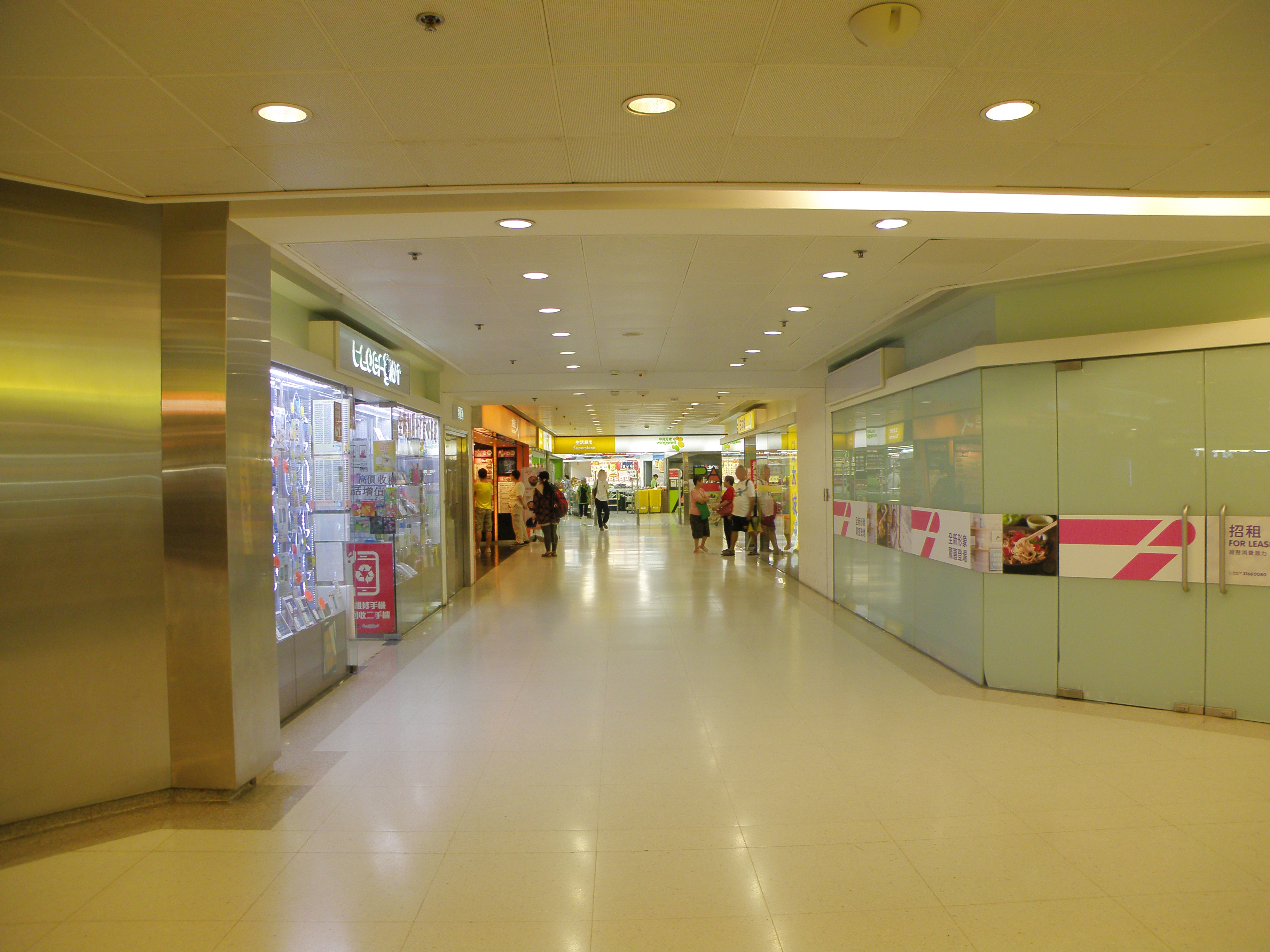
3樓（2015年，當時的超級市場為華潤萬家）

#### 何文田街市

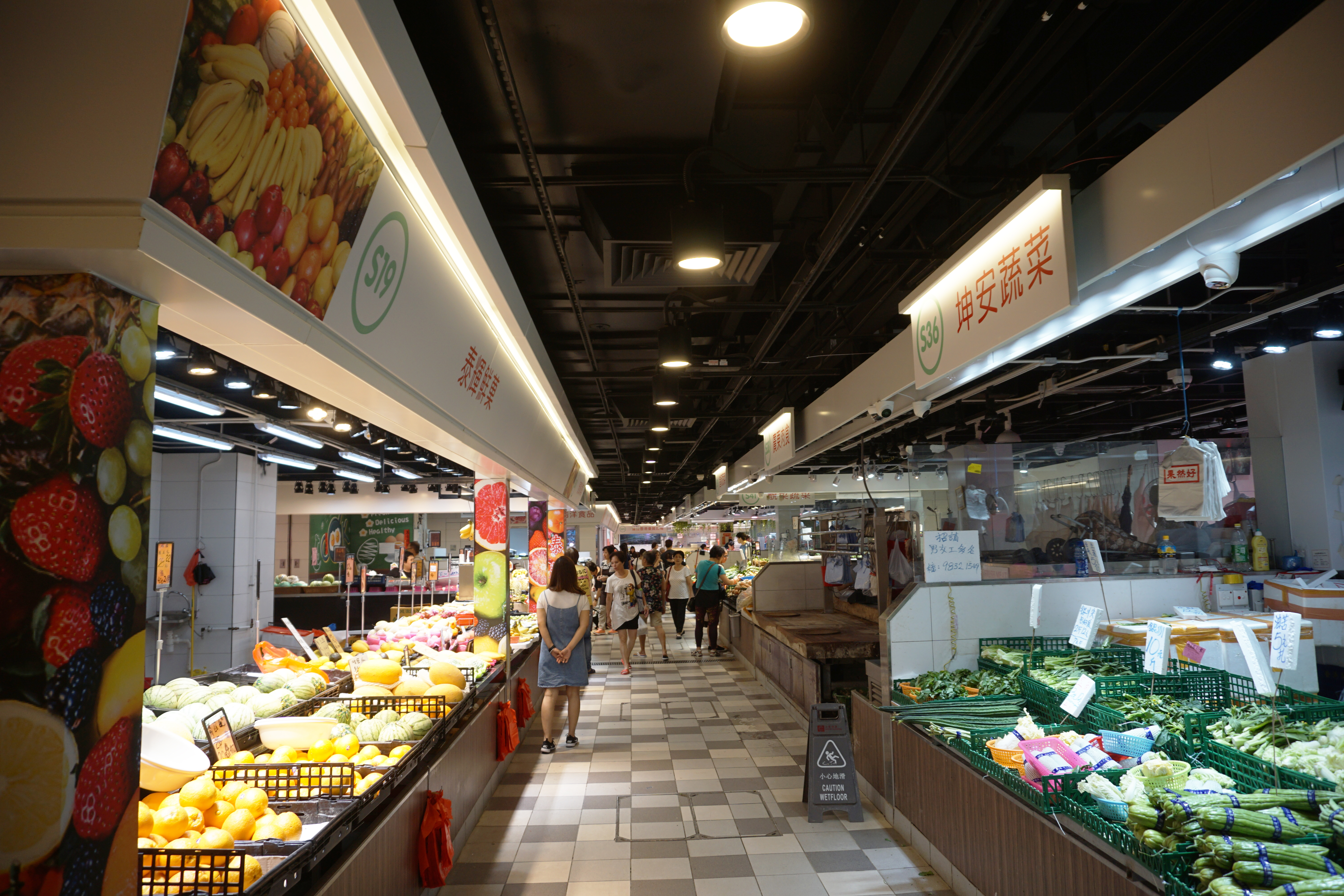
何文田街市水果及菜檔
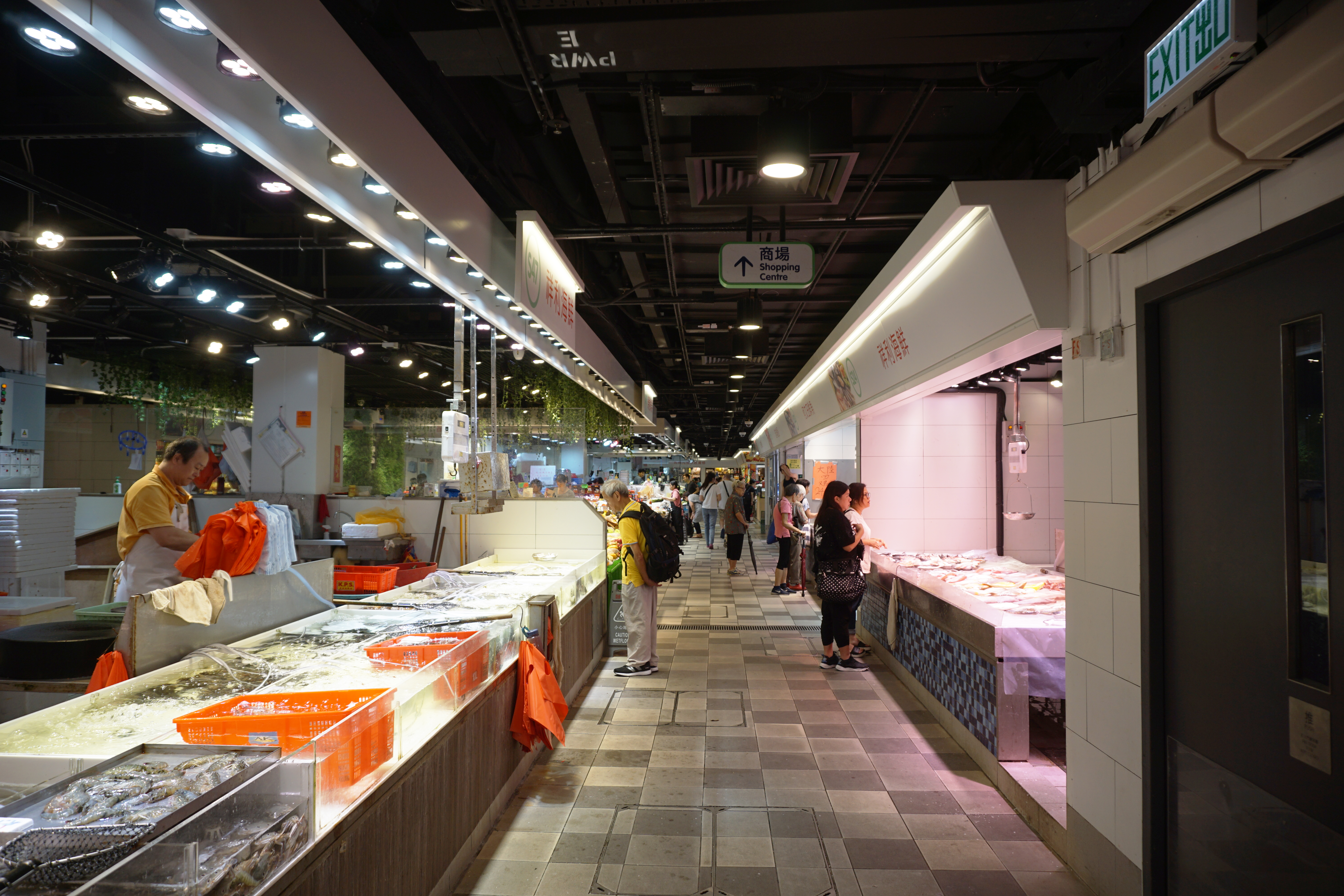
魚檔
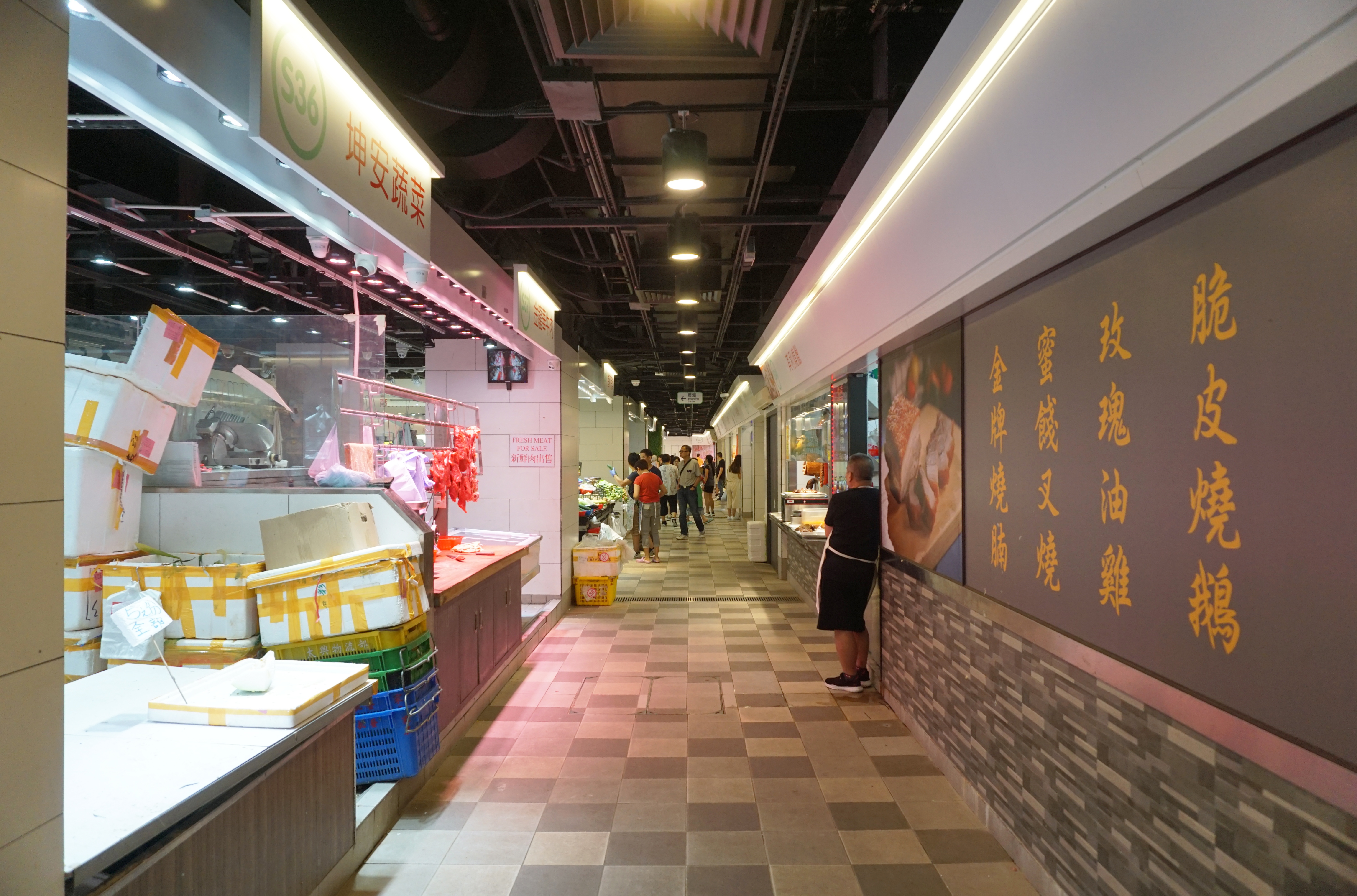
肉檔及燒味檔
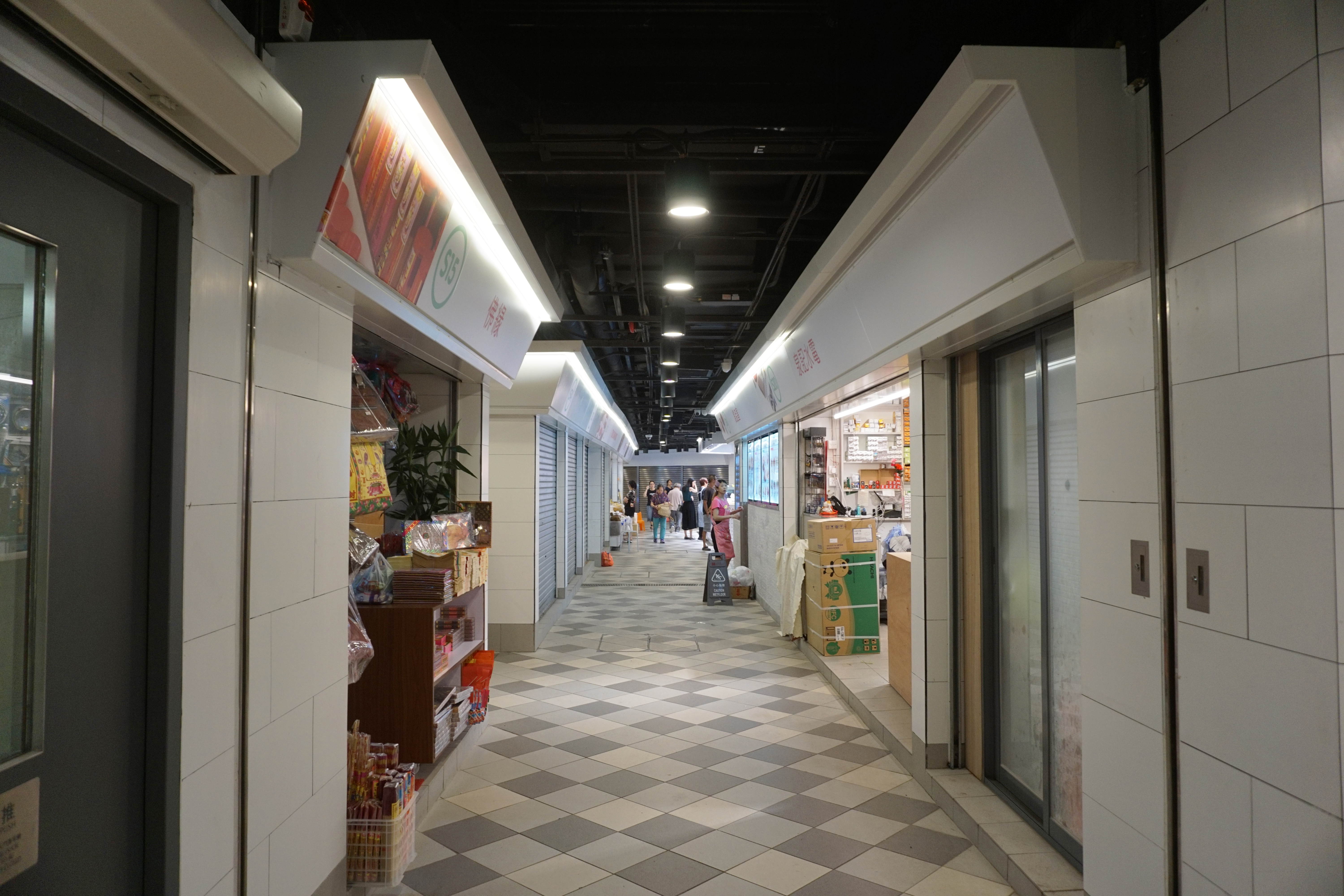
香燭祭品及水電工程店
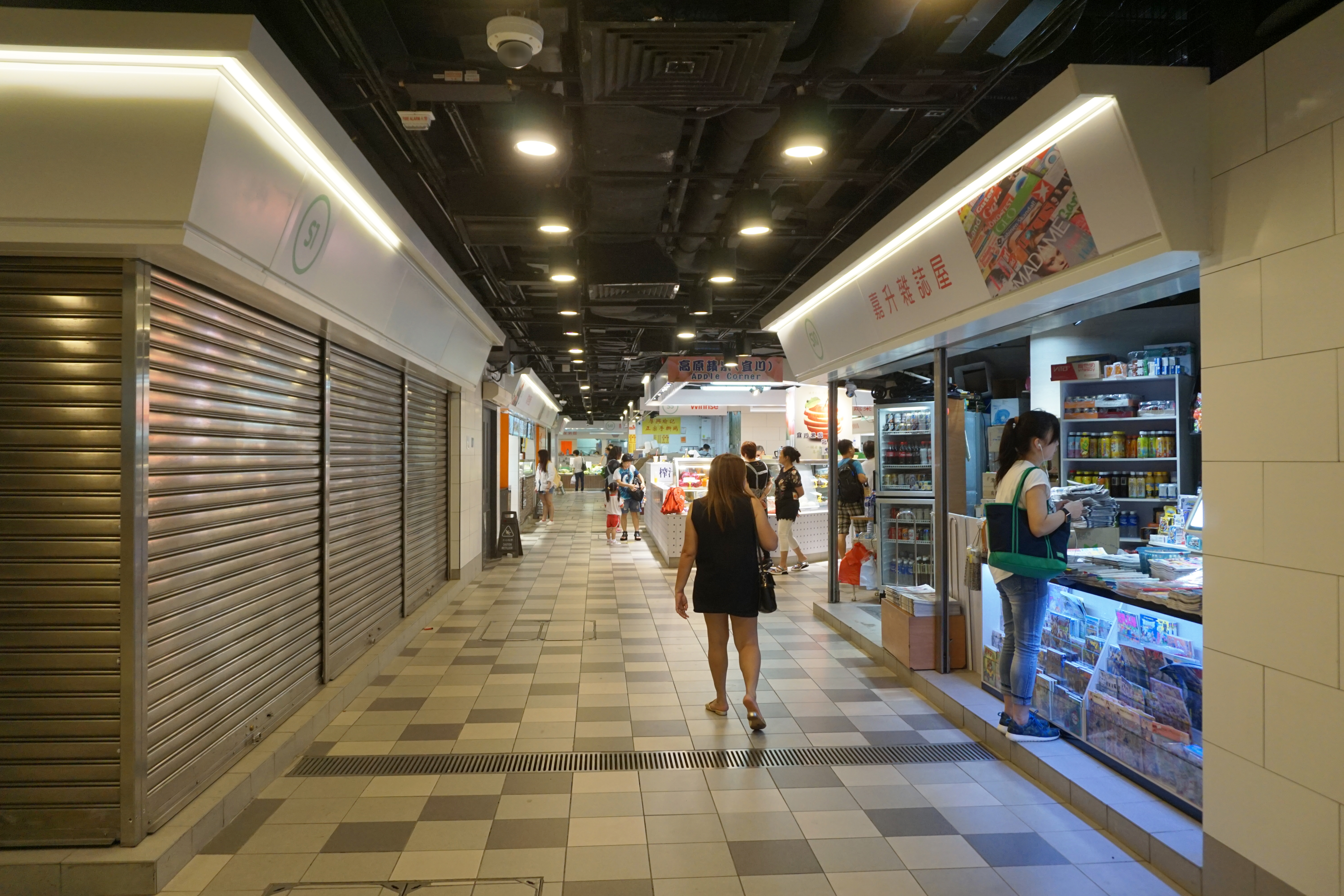
報檔
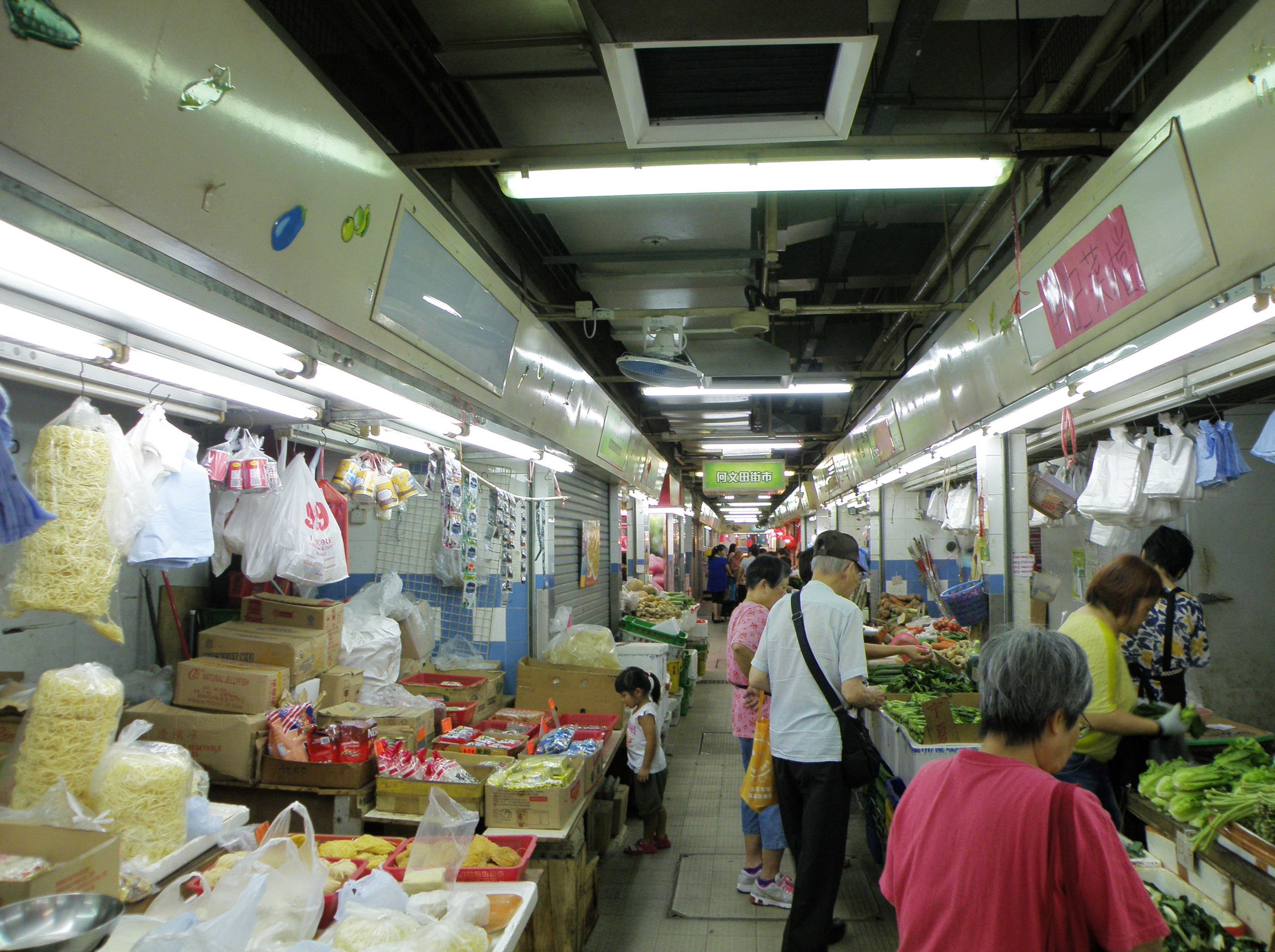
翻新前（2015年）

## 交通
1. ↑  .   [2020-12-06]. （原始内容存档于2002-10-22）.
2. 1 2  .   [2020-09-25]. （原始内容存档于2016-10-28）.
3. 1 2  .   [2020-09-25]. （原始内容存档于2016-10-02）.
4. ↑  .   [2020-09-25]. （原始内容存档于2016-09-18）.
5. 1 2  .   [2020-09-25]. （原始内容存档于2017-06-10）.
6. ↑  .   [2020-09-25]. （原始内容存档于2017-01-03）.
7. ↑  .   [2020-09-25]. （原始内容存档于2016-09-21）.